# Maryhill (Washington)
Maryhill az Amerikai Egyesült Államok északnyugati részén, Washington állam Klickitat megyéjében elhelyezkedő statisztikai település. A 2010. évi népszámlálási adatok alapján 58 lakosa van.

## Történet
A korábban Columbia és Columbus neveken ismert település nevét az alapító Samuel Hill feleségéről és lányáról kapta. 1909-ben a megyei hatóságok engedélyezték a Maryland nevet, azonban a Maryland állammal való névegyezőség miatt a posta nem, így a Maryhill elnevezés mellett döntöttek.
Hill nevéhez fűződnek a térség első szilárd burkolatú útjai, valamint a Maryhill Museum of Art. A településen felállított Stonehenge-replika az első világháború megyei áldozatainak állít emléket. Mivel Hill kvéker volt, remélte, hogy a közösség további tagjai is ideköltöznek, ez azonban nem történt meg.
Sam Hill a Stonehenge-replikával azt kívánta jelezni, hogy a háborúk felesleges emberáldozatokkal járnak (a Stonehenge a kutatások szerint a törzsi egységet jelenti).

## Népesség
A település népességének változása:
| Lakosok száma | 98   | 58   | 55   |
|               | 2000 | 2010 | 2020 |

## Fordítás
Ez a szócikk részben vagy egészben  a   Maryhill, Washington című angol Wikipédia-szócikk ezen változatának fordításán alapul.  Az eredeti cikk szerkesztőit annak laptörténete sorolja fel. Ez a jelzés csupán a megfogalmazás eredetét és a szerzői jogokat jelzi, nem szolgál a cikkben szereplő információk forrásmegjelöléseként.